# Salvador Jovellanos
Salvador Silvestre Jovellanos Guanes (Asunción, 31 de diciembre de 1833-Buenos Aires, 11 de febrero de 1881) fue el 4.º presidente del Paraguay. Ejerció, tanto el Poder Ejecutivo como el de vicepresidente de la República.
Su mandato como presidente constitucional de Paraguay inició el 18 de diciembre de 1871 y se extendió hasta el 25 de noviembre de 1874.

## Biografía
Salvador Jovellanos Guanes nació en la ciudad de Asunción el 31 de diciembre de 1833. Sus padres fueron Bernardo Jovellanos y Manuela Guanes. Su padre era oriundo de Gijón, Asturias y por vía materna era descendiente del conquistador de Nueva España Gonzalo de Alvarado y de Pedro de Alvarado. Era aún muy joven cuando salió del país, en tiempo de don Carlos Antonio López aproximadamente, para asentarse en Buenos Aires, donde formó su propia familia.

## Participación política
Figura como uno de los miembros de la Asociación Paraguaya, cuando ésta surge el 28 de diciembre de 1858. Firma el acta de la asamblea del 1 de marzo de 1865 y el 24 de abril del mismo año aprueba el documento en el que se solicitaba al gobierno argentino la autorización para llevar a la realidad la proyectada Legión Paraguaya. Ingresó a dicha Asociación junto a Otoniel Peña, siendo aceptado como socio en la reunión de la comisión directiva realizada el 18 de enero de 1865.

## El regreso
A mediados de enero de 1869, cuando se tiene noticias de que Asunción fue invadida por las fuerzas aliadas, Jovellanos vuelve al Paraguay, a la edad de treinta y seis años, junto a Juan B. Gill, José Decoud, Juan Antonio Jara, Carlos Loizaga, Benigno Ferreira, Cayo Miltos y otros ciudadanos que se consideraban “expatriados”. 
El 25 de enero de 1869, ya en la capital, firmó la petición, dirigida a las fuerzas aliadas, que garantizó la creación de un gobierno provisional con ciudadanos paraguayos. El 25 de marzo de 1870 estuvo en la nómina de directivos del Gran Club del Pueblo, regido por el Dr. Facundo Machaín. En las elecciones para diputado constituyente, que se realizaron  el 3 de julio de ese año, fue elegido por el distrito Catedral con un total de 302 votos. 
Formó parte de la comisión de negocios constitucionales encargada de redactar la Constitución y estuvo también en otra que estuvo consignada para formular una ley de elección, y en otra para tratar sobre las atribuciones de la comisión permanente. Falleció en Buenos Aires el 11 de febrero de 1881.

## Su gobierno
Luego de la muerte del vicepresidente Cayo Miltos, el 7 de enero de 1871, el Senado lo nombró como tal y, a raíz de la renuncia del presidente Rivarola, asumió la Presidencia de la República entre el 18 de diciembre de 1871 y el 25 de noviembre de 1874, y con ella hereda la caótica situación creada por la caída de Rivarola. 
Anteriormente acompañó en varias situaciones a don Cirilo Antonio, ocupó el cargo de ministro de Guerra y Marina, el 25 de noviembre,  ministro del Interior el 12 de abril de 1871 y el 15 del mismo mes y año participa de la disolución de las Cámaras y de la convocatoria de un nuevo Congreso. Pero más tarde tuvo que dejar la presidencia en manos del vicepresidente Juan Bautista Gill y se lanzó a años de voluntario exilio en la ciudad de Buenos Aires.     
Durante su gobierno se firmó el Tratado de Paz y Límites Loizaga – Cotegipe, con el Brasil y con el Uruguay además de otros de extradición, amistad, comercio y navegación (perdiéndose el extenso territorio entre los ríos Apa y Blanco, además del este del Amambay). 
Con el Uruguay se firmó el tratado de paz.  Un nuevo empréstito de 2.000.000 de libras fue contratado en Londres, con igual o peor consecuencia que el anterior, de 1871, pues no llegó al Paraguay sino 124.000 libras, que tampoco ingresaron a las arcas fiscales, sino que fueron dilapidadas por las autoridades. Esta deuda recién fue saldada en 1961. 
Fue construida la primera línea de  tranvías, que cruzaba las principales calles de la capital del país. Éste salía del puerto y subía por la calle Colón hasta la calle Palma e Independencia Nacional y doblaba en la calle Libertad, actualmente denominada Eligio Ayala, y así llegaba hasta su punto terminal que era la estación de ferrocarril.

## Principales obras
Jovellanos buscó pacientemente reorganizar la administración pública. Se realizó la pavimentación de algunas calles de Asunción; se creó el Consejo de Instrucción Pública y de la Oficina de Inmigración y de las Juntas Económico- Administrativas en el interior y se estableció, además, el reglamento de la Policía y la fijación de las primeras rentas generales. 
Uno de los problemas que tuvo que enfrentar Jovellanos durante su gobierno fue el de las relaciones exteriores que contenían otros procedentes de indefiniciones conservadas desde la muerte de don Carlos Antonio López y que siguieron estando pendientes en la posguerra del 70. Uno de los primeros tropiezos con el que tuvo que verse este gobierno fue el de la ocupación de las tropas argentinas de la Villa Occidental el 29 de enero de 1872.

## Trayectoria Política
Participó de la Convención Nacional Constituyente de 1870. Desempeñó los cargos de Ministro de Guerra y Marina y Ministro del Interior. Fue uno de los fundadores de la Asociación Nacional Republicana (Partido Colorado).
| Predecesor: Cirilo Antonio Rivarola | Presidente de la República del Paraguay 1871-1874 | Sucesor: Juan Bautista Gill |
| Predecesor: Cayo Miltos             | Vicepresidente de la República del Paraguay 1871  | Sucesor: Higinio Uriarte    |

- Datos: Q26551
- Multimedia: Salvador Jovellanos / Q26551